# Provincia di Aroma
Aroma è una provincia della Bolivia sita nella parte sud-occidentale del dipartimento di La Paz. Il capoluogo è Sica Sica.

## Geografia antropica

### Suddivisioni amministrative
La provincia è suddivisa in 7 comuni:
- Ayo Ayo
- Calamarca
- Collana
- Colquencha
- Patacamaya
- Sica Sica
- Umala